# City Car Driving
City Car Driving är ett bilspel utgivet av det ryska företaget Multisoft. Spelet släpptes först för Microsoft Windows i Ryssland och i OSS i 2007 under namnet 3D Instruktor (ryska: 3D Инструктор) och i 2010 släpptes en global version av spelet på engelska som då fick namnet City Car Driving.
Spelet är tänkt att hjälpa användarna att veta hur det känns att köra bil i en stad eller ute på landsbygden. Spelet har därför funktioner som olika väderförhållanden, olika tider på dygnet, en stor spelvärld med både stads- och landsbygdstrafik, fotgängare, datorstyrda bilar som kan kollidera med andra bilar samt ett scenarioläge (career) med elva uppdrag.
Den 1 oktober 2013 släpptes version 1,3 som bland annat lade till vänstertrafik och stöd för DirectX 11.

## Uppdrag
- Car starting (training)
- Reverse parallel parking
- Zigzag
- Hill
- City driving
- Yard driving
- Road signs and traffic lights monitoring
- Non-stalling
- Country driving
- Fragile cargo transportation
- Minimum fuel burn

## Free driving
I free driving utförs inga uppdrag utan användaren får helt fritt köra i en bil. Innan spelläget startas väljs bil, startpunkt, tid på dygnet, väderförhållande, trafik- och fotgängaredensitet och hur aggressivt de datorstyrda bilarna ska köra.

## Virtual city
Spelvärlden består av staden Virtual city som även har en stor landsbygd med en by som heter Northhill village.

### Områden i Virtual city
- Test track
- Old district
- Modern district
- Motorway
- Highway
- Country road
- Southern district
- Mountainous area